# Крісті Блатчфорд
Крісті Блатчфорд (англ. Christie Blatchford; 20 травня 1951, Руен-Норанда, Абітібі-Теміскамінґ, Квебек, Канада — 12 лютого 2020, Торонто, Канада) — канадська військова кореспондентка, газетна оглядачка, телеведуча та мемуаристка.
Блетчфорд була першою жінкою-колумністом у Канаді, яка писала про спорт у 1975-1977 роках. За свою 48-річну кар'єру вона працювала у всіх чотирьох газетах Торонто, отримавши Національну газетну премію 1999 року за написання колонок. У 2019 році її було включено до Зали слави канадських новин. Її книга "П'ятнадцять днів: Історії хоробрості, дружби, життя і смерті зсередини нової канадської армії" також отримала Літературну премію генерал-губернатора в нон-фікшн 2008 року. 

## Життєпис
Народилася 20 травня 1951 року в місті Руен-Норанда у Квебеку. Згодом сім'я переїхала у Торонто.
Крісті Блатчфорд закінчила Колегіальний інститут Північного Торонто у 1970 році, та Школу журналістики Раєрсонського університету в 1973 році. Під час навчання дописувала в університетську газету «The Ryersonian».
Після університету працювала спортивною оглядачкою щоденної канадської газети «The Globe and Mail» з 1973 по 1977 рік.
З 1977 по 1982 рік працювала в одній з найбільших щоденних канадських газет «Toronto Star».
У 1982 році перейшла працювати у газету «National Post».
З 2003 по 2011 рік Крісті Блатчфорд знову працювата колумністкою у газеті «The Globe and Mail».
У 2006—2007 роках Блатчфорд здійснила чотири поїздки в Афганістан, де висвітлювала роль Канади у війні в Афганістані. На основі цих матеріалів у 2008 році опублікувала книгу «Fifteen Days: Stories of Bravery, Friendship, Life and Death from Inside the New Canadian Army».
У статті в інтернет-газеті National Post від 22 серпня 2011 року вона розкритикувала потік підтримки, викликаний смертю федерального лідера НДП і лідера опозиції в парламенті Канади Джека Лейтона, назвавши це "публічним спектаклем", і згадавши про "канонізацію" Лейтона. Це викликало обурення самої Блетчфорд. Коментар Блетчфорд щодо самогубства Рехте Парсонс у 2013 році також призвів до того, що батько Парсонс звинуватив Блетчфорд у тому, що вона звинувачує жертву.
У червні 2018 року Блетчфорд сказав про субсидування преси: "Не дай Боже, щоб Оттава також почала субсидувати газети. Як журналіста, мене від цієї думки пересмикує".

## Нагороди
- 2008 — Премія генерал-губернатора за книгу «Fifteen Days: Stories of Bravery, Friendship, Life and Death from Inside the New Canadian Army»[9]
- 1999 — «National Newspaper Awards»

## Хвороба і смерть
Після того, як Блетчфорд довелося перервати свою роботу з висвітлення федеральної виборчої кампанії 2019 року через ниючий біль у м'язах, у листопаді 2019 року їй діагностували рак легенів, який, як виявилося, дав метастази в кістки хребта і стегна на момент виявлення. Того ж місяця Блетчфорд була включена до Зали слави канадських новин, але не змогла бути присутньою на церемонії.
Вона взяла відпустку для написання своєї колонки і звернулася за лікуванням до Онкологічного центру принцеси Маргарет, де пройшла кількамісячний курс операцій, променевої терапії, хіміотерапії та імунотерапії. 12 лютого 2020 року вона померла в Торонто.

## Доробок

#### Нехудожня література
Гумор
- Spectator Sports (1986)
- Close Encounters (1988)

Репортажі
- Fifteen Days: Stories of Bravery, Friendship, Life and Death from Inside the New Canadian Army (2007)
- The Black Hand: The Bloody Rise and Redemption of «Boxer» Enriquez, a Mexican Mob Killer (2008)
- Helpless: Caledonia's Nightmare of Fear and Anarchy, and How the Law Failed All of Us (2010)
- Life Sentence: Stories From Four Decades of Court Reporting — Or, How I Fell Out of Love with the Canadian Justice System (2016)